# Ахиллей и Нерей
Ахиллей и Нерей (II век) — святые воины, мученики римские. 
Согласно эпитафии составленной папой Дамасом I, Нерей и Ахиллей были солдаты преторианской гвардии, которые после обращения в христианство, оставили оружие, покинули лагерь и были казнены.
Согласно легенде, крещение они приняли от самого апостола Петра, служили при дворе Флавии Домициллы (племянницы императора Домициана) сосланной за исповедание христианской веры. Они были умучены в Риме во времена императора Диоклетиана.
Мощи святых сначала почивали в катакомбах Домитиллы, затем они были переданы в храм Святых Нерея и Ахиллея в Риме.
День памяти — 12 мая.